# 絲娃娃
絲娃娃，是一種貴州貴陽的特色小吃，接近其他地方的春卷或裹卷，但麵皮較小，吃法不同。

## 名稱由來
因為麵皮包菜絲的形狀酷似包嬰兒的繈褓，故名“絲娃娃”。

## 製作方法

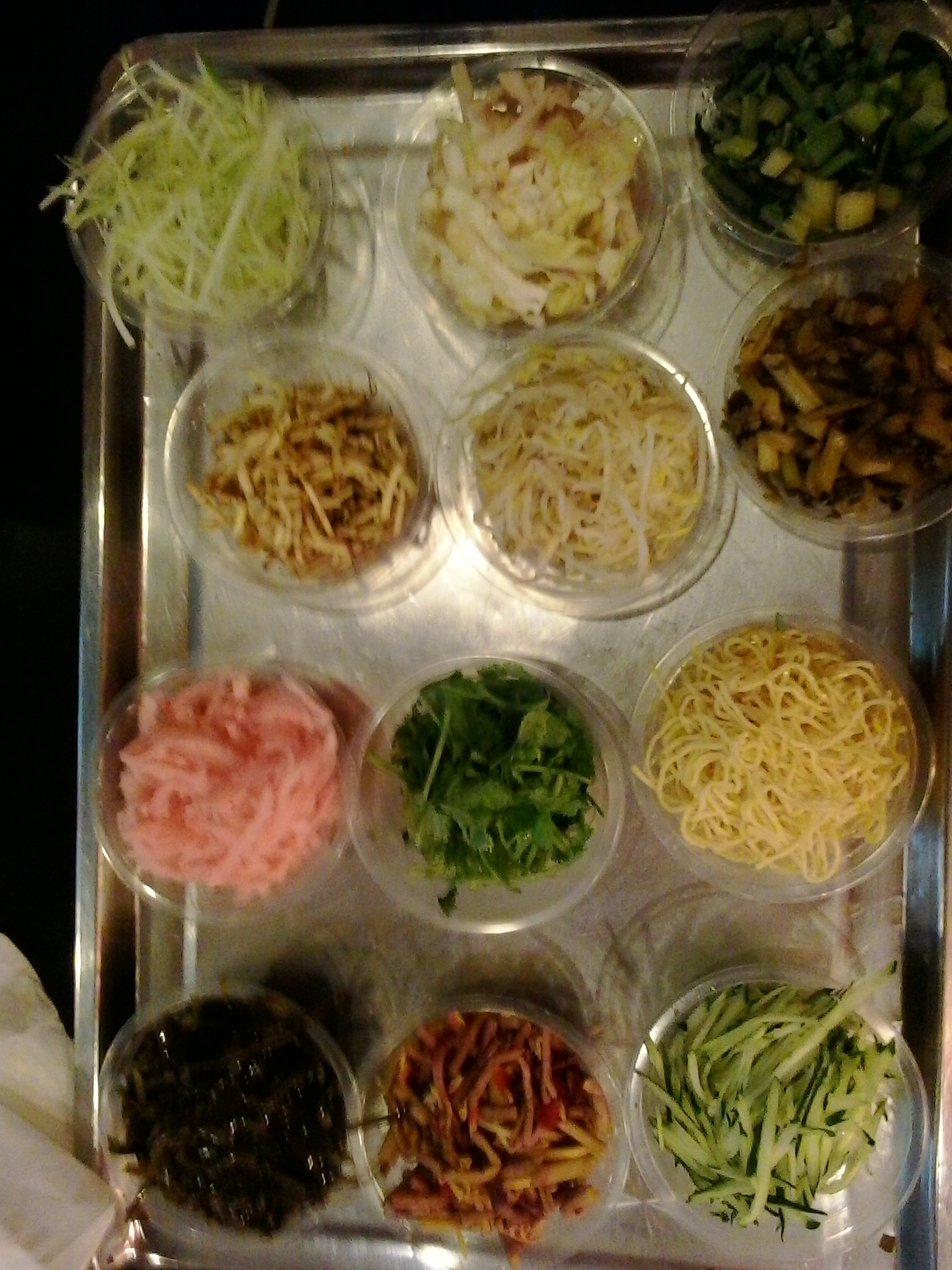
絲娃娃材料

1.首先用麵粉攤成直徑約9cm左右的薄麵皮，作為裹卷的材料，在要吃時放入蒸籠裡略蒸回軟之後便可做絲娃娃的麵皮。
2.將綠豆芽，海帶絲，酸蘿蔔絲、折耳根、凉麵、香酥黃豆、脆花生、粉絲、酸藠頭、萵筍絲、黃瓜絲、芹菜絲、蕨菜等食材用小碟裝好，食客挑選自己所喜的食材放入麵皮中，裹好。
3.再將裹好的絲娃娃放入酸湯或辣椒水等其他蘸水中，用勺子撈起，和湯一起吃下。

## 發展傳播
現在絲娃娃已經流傳全省，並逐漸走向省外，在2006年第二屆中國餐飲博覽會上被評為“中華名點”。